# Mehmet Genç
Pour les articles homonymes, voir Genç (homonymie).
Mehmet Genç (prononcé [mɛh.mɛt gɛⁿt͡ʃ ], né le 4 mai 1934 à Artvin dans la province d'Artvin et mort le 18 mars 2021 est un historien turc spécialisé dans l'économie de l'Empire ottoman.

## Biographie
Mehmet Genç obtient en 1958 à l'université d'Ankara une licence en sciences politiques, économie et finances.

## Distinctions
- Docteur honoris causa en sociologie générale et méthodologie de la faculté de littérature de l'université d'Istanbul (1996)[4]
- Grand prix de la culture et des arts de la présidence de la République de Turquie (2015)[3]